# Atletica leggera ai Giochi della XXVIII Olimpiade - Marcia 50 km

Video della gara

La gara di marcia 50 km ai Giochi della XXVIII Olimpiade si svolse tra le strade della città di Atene il 27 agosto 2004.

## Presenze ed assenze dei campioni in carica
| Competizione         | Atleta              | Prestazione | Atene 2004 |
| -------------------- | ------------------- | ----------- | ---------- |
| Olimpiadi 2000       | Robert Korzeniowski | 3h42'22"    | Presente   |
| Commonwealth 2002    | Nathan Deakes       | 3h52'40”    | Presente   |
| Europei 2002         | Robert Korzeniowski | 3h36'39"    | Presente   |
| Panamericani 2003    | Germán Sánchez      | 4h05'01"    | Presente   |
| Mondiali 2003        | Denis Nižegorodov   | 3h42'45"    | Presente   |
| Coppa del mondo 2004 | Aleksej Voevodin    | 3h42'44"    | Presente   |

## Ordine d'arrivo
Robert Korzeniowski realizza una tripletta storica, dopo le vittorie di Atlanta 1996 e Sydney 2000. Mai un marciatore aveva vinto tre ori olimpici consecutivi alle Olimpiadi.
| Pos | Paese               | Atleta                  | Tempo    |
| --- | ------------------- | ----------------------- | -------- |
|     | Polonia             | Robert Korzeniowski     | 3h38'46" |
|     | Russia              | Denis Nizhegorodov      | 3h42'50" |
|     | Russia              | Aleksey Voyevodin       | 3h43'34" |
| 4   | Cina                | Yu Chaohong             | 3h43'45" |
| 5   | Spagna              | Jesús Ángel García      | 3h44'42" |
| 6   | Polonia             | Roman Magdziarczyk      | 3h48'11" |
| 7   | Polonia             | Grzegorz Sudol          | 3h49'09" |
| 8   | Spagna              | Santiago Pérez          | 3h49'48" |
| 9   | Russia              | Jurij Andronov          | 3h50'28" |
| 10  | Cina                | Alatan Gadasu           | 3h51'55" |
| 11  | Lettonia            | Aigars Fadejevs         | 3h52'52" |
| 12  | Ecuador             | Jefferson Pérez         | 3h53'04" |
| 13  | Norvegia            | Trond Nymark            | 3h53'20" |
| 14  | Slovacchia          | Peter Korčok            | 3h54'22" |
| 15  | Messico             | Miguel Rodríguez        | 3h55'43" |
| 16  | Giappone            | Yuki Yamazaki           | 3h57'00" |
| 17  | Messico             | Germán Sánchez          | 3h58'33" |
| 18  | Slovacchia          | Miloš Bátovský          | 3h59'11" |
| 19  | Bielorussia         | Andrėj Scepančuk        | 3h59'32" |
| 20  | Kazakistan          | Sergey Korepanov        | 3h59'33" |
| 21  | Francia             | Eddy Riva               | 4h00'25" |
| 22  | Francia             | David Boulanger         | 4h01'32" |
| 23  | Serbia e Montenegro | Aleksandar Raković      | 4h02'06" |
| 24  | Ungheria            | Zoltán Czukor           | 4h03'51" |
| 25  | Lettonia            | Modris Liepinš          | 4h04'26" |
| 26  | Brasile             | Sérgio Galdino          | 4h05'02" |
| 27  | Corea del Sud       | Kim Dong-young          | 4h05'16" |
| 28  | Finlandia           | Jani Lehtinen           | 4h05'35" |
| 29  | Nuova Zelanda       | Craig Barrett           | 4h06'48" |
| 30  | Lituania            | Daugvinas Zujus         | 4h09'41" |
| 31  | Canada              | Tim Berrett             | 4h10'31" |
| 32  | Stati Uniti         | Curt Clausen            | 4h11'31" |
| 33  | Spagna              | José Antonio González   | 4h11'51" |
| 34  | Portogallo          | Jorge Costa             | 4h12'24" |
| 35  | Stati Uniti         | Philip Dunn             | 4h12'49" |
| 36  | Slovacchia          | Kazimír Verkin          | 4h13'11" |
| 37  | Kazakistan          | Rustam Kuvatov          | 4h13'40" |
| 38  | Rep. Ceca           | Miloš Holuša            | 4h15'01" |
| 39  | Grecia              | Geōrgios Argyropoulos   | 4h17'25" |
| 40  | Brasile             | Mário dos Santos        | 4h20'11" |
| 41  | Ungheria            | János Tóth              | 4h29'33" |
|     | Grecia              | Spyridōn Kastanīs       | Rit.     |
|     | Francia             | Denis Langlois          | Rit.     |
|     | Germania            | André Höhne             | Rit.     |
|     | Guatemala           | Luis Fernando García    | Rit.     |
|     | Messico             | Mario Iván Flores       | Rit.     |
|     | Portogallo          | Pedro Martins           | Rit.     |
|     | Grecia              | Theodōros Stamatopoulos | Rit.     |
|     | Cina                | Han Yucheng             | Rit.     |
|     | Giappone            | Takayuki Tanii          | Squal.   |
|     | Australia           | Nathan Deakes           | Squal.   |
|     | Germania            | Andreas Erm             | Squal.   |
|     | Guatemala           | Julio René Martínez     | Squal.   |
|     | Italia              | Giovanni De Benedictis  | Squal.   |